# Drill
Drill – pierwsze komercyjne wydawnictwo grupy Radiohead, która zadebiutowała 5 maja 1992 roku na 101. miejscu listy przebojów w Wielkiej Brytanii. Przez fanów Radiohead jest uważane za rarytas, gdyż nie jest dostępne w ogólnym obiegu.

## Piosenki
„Thinking About You” i „You” pochodzą z wczesnej taśmy demo grupy „Manic Hedgehog”. „Prove Yourself”, „Thinking About You” oraz „You” zostały ponownie nagrane i wydane na debiutanckim albumie Pablo Honey w roku 1993. Wszystkie utwory, które znalazły się na tym mini-albumie, zostały nagrane w Courtyard Studio w Oxon.
W trakcie sesji nagraniowych zespół nadal nazywał się On A Friday, nazwę Radiohead przyjęli miesiąc później. Producentem Drill jest Chris Hufford.

## Lista utworów
| 1. | Prove Yourself     | 2:32  |
|    |                    |       |
| 2. | Stupid Car         | 2:21  |
|    |                    |       |
| 3. | You                | 3:22  |
|    |                    |       |
| 4. | Thinking About You | 2:17  |
|    |                    |       |
|    |                    | 10:32 |
|    |                    |       |